# Раздоловка (Донецкая область)
Раздо́ловка (укр. Роздолівка) — село Соледарской городской общине Бахмутского района Донецкой области Украины.
Население по данным всеукраинской переписи 2001 года составляло 740 человек.
Занято ВС РФ с 19 июля 2024 года. 